# Шахта № 81 «Київська»
ДВАТ "Шахта № 81 «Київська». Входить до ДХК «Ровенькиантрацит». Розташована у місті Ровеньки Луганської області.
Організована у 1970 р. шляхом об'єднання шахт № 81, 82, та № 1 і 2 «Київська-Комсомольська». Виробнича потужність 450 тис.т антрациту на рік. Фактична — 953 тис. т (1999). У 2003 р. видобуто 1079 тис.т. вугілля.
У 2000 р. відпрацьовувала пласт hיי. На цей час видобуток вівся у 4-х очисних вибоях оснащених комплексами 1КМК-98, КМ-103, проходка виробок здійснювалася буропідривним способом.
Адреса: 94702, м.Ровеньки, Луганської обл.